# Cambridge Z88
O Cambridge Computer Z88 foi um computador pessoal portátil, leve, do tamanho de uma folha de papel A4, baseado no microprocessador Z80 e com uma suíte de aplicativos inclusa denominada Pipedream, composta de processador de texto/planilha eletrônica/banco de dados e vários outros utilitários, bem como uma versão Z80 do BBC BASIC.
A máquina foi projetada por Sir Clive Sinclair e lançada pela empresa deste, Cambridge Computer, em 1987 (Sir Clive havia perdido o direito de promover o computador como Sinclair Z88, depois de ter vendido a Sinclair Research para a Amstrad em 1986).